# Pamiy
Usermaatra Setepenamon Pamiy, Pamiy, Pamui o Pimay, faraón de la dinastía XXII de Egipto, o dinastía libia, rey de Tanis de 773 a 767 a. C. durante el Tercer periodo intermedio de Egipto.

## Biografía
Es hijo de Sheshonq III y Tentamenopet. Tiene un hijo: Sheshonq V, que le sucederá. Solo gobierna sobre el Bajo Egipto.
El reinado de Pimay solo duró seis años, y a su conclusión la situación se deterioró un poco más aún, imponiéndose la anarquía en el Bajo Egipto, dejando predecir los principales acontecimientos que se desarrollarán algunas décadas más tarde y que encontrarán su final con la invasión kushita.
Es posible que esté enterrado en la necrópolis real de Tanis ya que se encontró allí un ushebti con su nombre.

### Testimonios de su época
Solo se han encontrado algunos objetos del dignatario en el área del delta del Nilo.

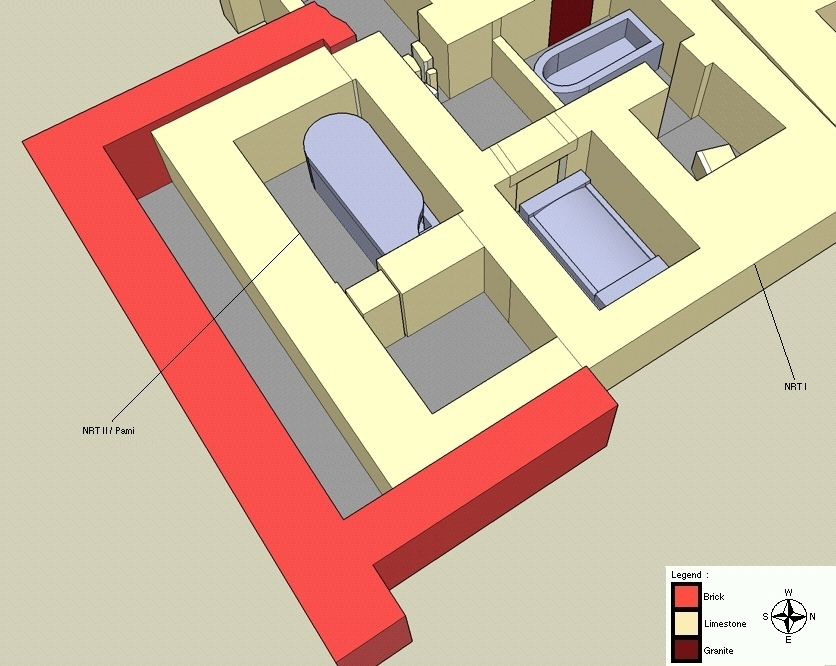
Tumba de Pamiy en Tanis (Egipto).

- Estela del Serapeum de Saqqara, en el Louvre.
- Se conserva en el Museo Británico una estatuilla en bronce que representa al faraón Pamiy, coronado con el hedyet y arrodillado, en actitud respetuosa, ofreciendo los tarros Nou a una divinidad desconocida.

En el 2.º año de su reinado, se entierra a un toro Apis en el Serapeum de Saqqara y en la estela que depositó Pamiy sobre la pared del nicho destinado al dios se precisa que Apis se había revelado en el año 28.º de Sheshonq III y que vivió 26 años.
Esta preciosa información permite establecer una cronología de los reyes de este periodo certificando así la duración del reinado de su padre, y aunque algunas ciudades del Delta mostraban señales cada vez más marcadas de autonomía, la dinastía de Tanis poseía el control de las instituciones del estado e incluso el control del país hasta Menfis.

## Titulatura
| Titulatura | Jeroglífico | Transliteración (transcripción) - traducción - (referencias) |

| N5 | F12 | C10 | M17 | mn · n | U21 · n |

| N5 | F12 | C10 | M17 | mn · n | U21 · n |

| N5 | F12 | C10 | M17 | mn · n | U21 · n |

| N5 | F12 | C10 | M17 | mn · n | U21 · n |

| N5 | F12 | C10 | M17 | mn · n | U21 · n |

| N5 | F12 | C10 | M17 | mn · n | U21 · n |

| N5 | F12 | C10 | M17 | mn · n | U21 · n |

| N5 | F12 | C10 | M17 | mn · n | U21 · n |

| N5 | F12 | C10 | M17 | mn · n | U21 · n |

| N5 | F12 | C10 | M17 | mn · n | U21 · n |

| N5 | F12 | C10 | M17 | mn · n | U21 · n |

| N5 | F12 | C10 | M17 | mn · n | U21 · n |

| N5 | F12 | C10 | M17 | mn · n | U21 · n |

| N5 | F12 | C10 | M17 | mn · n | U21 · n |

| N5 | F12 | C10 | M17 | mn · n | U21 · n |

| N5 | F12 | C10 | M17 | mn · n | U21 · n |

| M17 | Y5 · N35 · N36 | G40 | W19 | i | i |

| M17 | Y5 · N35 · N36 | G40 | W19 | i | i |

| M17 | Y5 · N35 · N36 | G40 | W19 | i | i |

| M17 | Y5 · N35 · N36 | G40 | W19 | i | i |

| M17 | Y5 · N35 · N36 | G40 | W19 | i | i |

| M17 | Y5 · N35 · N36 | G40 | W19 | i | i |

| M17 | Y5 · N35 · N36 | G40 | W19 | i | i |

| M17 | Y5 · N35 · N36 | G40 | W19 | i | i |

| M17 | Y5 · N35 · N36 | G40 | W19 | i | i |

| M17 | Y5 · N35 · N36 | G40 | W19 | i | i |

| M17 | Y5 · N35 · N36 | G40 | W19 | i | i |

| M17 | Y5 · N35 · N36 | G40 | W19 | i | i |

| M17 | Y5 · N35 · N36 | G40 | W19 | i | i |

| M17 | Y5 · N35 · N36 | G40 | W19 | i | i |

| M17 | Y5 · N35 · N36 | G40 | W19 | i | i |

| M17 | Y5 · N35 · N36 | G40 | W19 | i | i |

| p | W19 | i | i |

| p | W19 | i | i |

| p | W19 | i | i |

| p | W19 | i | i |

| p | W19 | i | i |

| p | W19 | i | i |

| p | W19 | i | i |

| p | W19 | i | i |

| p | W19 | i | i |

| p | W19 | i | i |

| p | W19 | i | i |

| p | W19 | i | i |

| p | W19 | i | i |

| p | W19 | i | i |

| p | W19 | i | i |

| p | W19 | i | i |